# Liste des cardinaux créés par Paul VI
Au cours de son pontificat, de 1963 à 1978, le pape Paul VI a créé 143 cardinaux à l'occasion de six consistoires ordinaires, dont ses trois successeurs directs au pontificat : Albino Luciani (Jean-Paul Ier), Karol Wojtyła (Jean-Paul II) et Joseph Ratzinger (Benoît XVI).
Le Collège cardinalice ne compte plus aucun cardinal vivant nommé par Paul VI depuis la mort de Paulo Evaristo Arns le 14 décembre 2016. C'est cependant Joseph Ratzinger, mort le 31 décembre 2022, qui a été le dernier cardinal créé par Paul VI à décéder. Mais il ne portait plus ce titre depuis le 19 avril 2005, date à laquelle il a été élu pape.

## Créés le 22 février 1965
- Maxime IV Sayegh (1878-1967),  Syrie
- Paul Pierre Méouchi (1894-1975),  Liban
- Stephanos I Sidarouss (1904-1987),  Égypte
- Josyf Slipyj (1892-1984),  Ukraine
- Lorenz Jaeger (1892-1975),  Allemagne
- Thomas Benjamin Cooray (1901-1988),  Sri Lanka
- Josef Beran (1888-1969),  Tchécoslovaquie
- Maurice Roy (1905-1985),  Canada
- Joseph-Marie Martin (1891-1976),  France
- Owen McCann (1907-1994),  Afrique du Sud
- Léon-Étienne Duval (1903-1996),  Algérie
- Ermenegildo Florit (1901-1985),  Italie
- Franjo Šeper (1905-1981),  Yougoslavie
- John Heenan (1905-1975),  Angleterre
- Paul Zoungrana (1917-2000),  Burkina Faso
- Lawrence Shehan (1898-1984),  États-Unis
- Agnelo Rossi (1913-1995),  Brésil
- Giovanni Colombo (1902-1992),  Italie
- William Conway (1913-1977),  Irlande du Nord
- Enrico Dante (1884-1967),  Italie
- Ángel Herrera y Oria (1886-1968),  Espagne
- Cesare Zerba (1892-1973),  Italie
- Federico Callori di Vignale (1890-1971),  Italie
- Joseph Cardijn (1882-1967),  Belgique
- Charles Journet (1891-1975),  Suisse
- Giulio Bevilacqua	(1891-1965),  Italie
- Jean-Marie Villot (1905-1979),  France, Secrétaire d'Etat du Saint-Siège.

## Créés le 26 juin 1967
- Nicolas Fasolino (1887-1969),  Argentine, Évêque et archevêque de Santa Fe
- Carlo Grano (1887-1976),  Italie
- Alfredo Pacini  (1888-1967),  Italie
- Giuseppe Beltrami	(1889-1973),  Italie, Archevêque titulaire de Damas (de),
- Pietro Parente (1891-1986),  Italie
- Francis Brennan (1894-1968),  États-Unis
- Patrick Louis O'Boyle (1896-1987),  États-Unis, Cardinal-prêtre de S. Nicola in Carcere
- Benno Gut (1897-1970),  Suisse
- Antonio Ribeiri (1897-1967),  Monaco
- José Maurer (1900-1990),  Allemagne, Cardinal-prêtre de Ss. Redentore e S. Alfonso in Via Merulana
- Gabriel-Marie Garrone (1901-1994),  France, Cardinal-prêtre de S. Sabina
- Michele Pellegrino (1903-1986),  Italie, Cardinal-prêtre pro illa vice de Ss Nome di Gesù
- Angelo Dell'Acqua	(1903-1972),  Italie, Substitut du secrétaire d'État
- Maximilien de Furstenberg	(1904-1988),  Belgique, Cardinal-prêtre de Sacro Cuore di Gesù a Castro Pretorio
- Francesco Carpino (1905-1993),  Italie, Archevêque de Palerme
- Antonio Samorè (1905-1983),  Italie, Cardinal-prêtre de S. Maria sopra Minerva
- Egidio Vagnozzi (1906-1980),  Italie, Archevêque titulaire de Myre (de)
- Alexandre Renard (1906-1983),  France, Cardinal-prêtre de la Trinité des Monts
- Dino Staffa (1906-1977),  Italie
- John Patrick Cody	(1907-1982),  États-Unis, Cardinal-prêtre de S. Cecilia
- Corrado Ursi (1908-2003),  Italie, Cardinal-prêtre de S. Callisto
- John Joseph Krol (1910-1996),  États-Unis, Cardinal-prêtre de S. Maria della Mercede e S. Adriano
- Pericle Felici (1911-1982),  Italie, Préfet du tribunal suprême de la Signature apostolique
- Pierre Veuillot (1913-1968),  France, Archevêque de Paris
- Justinus Darmojuwono (1914-1994),  Indonésie, Cardinal-prêtre de Ss Nome di Gesù e Maria in Via Lata
- Karol Wojtyła (1920-2005),  Pologne, (futur pape Jean-Paul II élu en 1978)
- Alfred Bengsch (1921-1979),  Allemagne, Cardinal-prêtre de S. Filippo Neri in Eurosia

## Créés le 28 avril 1969
- John Francis Dearden (1907-1988),  États-Unis
- Sebastiano Baggio (1913-1993),  Italie
- Paolo Bertoli (1908-2001),  Italie
- John Joseph Carberry (1904-1998),  États-Unis
- Vicente Enrique y Tarancón (1907-1994),  Espagne
- Paul-Joseph-Marie Gouyon (1910-2000),  France
- Gordon J. Gray (1910-1993),  Écosse
- Miguel Darío Miranda y Gómez (1895-1986),  Mexique
- Joseph Parecattil (1912-1987),  Inde
- Giuseppe Paupini (1907-1992),  Italie
- Antonio Poma (1910-1985),  Italie
- Julio Rosales (1906-1983),  Philippines
- Giacomo Violardo (1898-1978),  Italie secrétaire de la congrégation pour la discipline des sacrements
- Peter Thomas McKeefry (1899-1973),  Nouvelle-Zélande	archevêque de Wellington
- Paul Yu Pin  (1901-1978),  Chine	archevêque de Nanjing
- Arturo Tabera Araoz (1903-1975),  Espagne archevêque de Pampelune
- Mario Nasalli Rocca di Corneliano (1903-1988),  Italie	 préfet du palais apostolique
- Paolo Munoz Vega (1903-1994),  Équateur	archevêque de Quito
- Alfredo Vicente Scherer (1903-1996),  Brésil	archevêque de Porto Alegre
- François Marty (1904-1994),  France archevêque de Paris
- Sergio Guerri (1905-1992),  Italie Pro-président de la Commission pontificale pour l'État de la Cité du Vatican
- Jean Daniélou (1905-1974),  France	théologien
- George Flahiff (1905-1989),  Canada archevêque de Winnipeg
- Joseph Hoeffner (1906-1987),  Allemagne archevêque de Cologne
- John Joseph Wright (1909-1979),  États-Unis évêque de Pittsburg
- Mario Casariego (1909-1983),  Guatemala archevêque de Guatemala
- Johannes Willebrands (1909-2006),  Pays-Bas président du conseil pontifical pour la promotion de l'unité des chrétiens
- Silvio Oddi (1910-2001),  Italie nonce apostolique en Belgique (en) et au Luxembourg (en) et archevêque titulaire de Mesembria
- Jérôme Louis Rakotomalala (1913-1975),  Madagascar archevêque de Tananarive
- Joseph-Albert Malula (1917-1989),  République démocratique du Congo	archevêque de Kinshasa
- Eugênio de Araújo Sales (1920-2012),  Brésil archevêque de São Salvador da Bahia
- Terence James Cooke (1921-1983),  États-Unis archevêque de New York
- Stephen Kim Sou-hwan (1922-2009),  Corée du Sud archevêque de Séoul
- In pectore: Iuliu Hossu (1885-1970),  Roumanie évêque de Gherla
- In pectore: Štěpán Trochta (1905-1974),  Tchécoslovaquie évêque de Litoměřice

## Créés le 5 mars 1973
- Ferdinando Giuseppe Antonelli (1896-1993),  Italie	secrétaire de la Congrégation pour les causes des saints
- Paul Yoshigoro Taguchi (1902-1978),  Japon archevêque d'Osaka
- Boleslaw Kominek (1903-1974),  Pologne archevêque de Wrocław
- Hermann Volk (1903-1988),  Allemagne	évêque de Mayence
- Umberto Mozzoni (1904-1983),  Argentine nonce apostolique au Brésil (en) et archevêque titulaire de Sidé (de)
- Paul-Pierre Philippe (1905-1984),  France secrétaire de la Congrégation pour la doctrine de la foi
- Jean Guyot (1905-1988),  France	 archevêque de Toulouse
- James Darcy Freeman (1907-1991),  Australie archevêque de Sydney
- Anibal Munoz Duque (1908-1987),  Colombie archevêque de Bogotá
- Timothy Manning (1909-1989),  États-Unis archevêque de Los Angeles
- Sergio Pignedoli (1910-1980),  Italie secrétaire de la Congrégation pour l'évangélisation des peuples
- José Salazar López (1910-1991),  Mexique archevêque de Guadalajara
- Luigi Raimondi (1912-1975),  Italie délégué apostolique aux États-Unis et archevêque titulaire de Tarse
- Albino Luciani  (futur pape Jean-Paul Ier élu en 1978) (1912-1978),  Italie	  patriarche de Venise
- Avelar Brandao Vilela (1912-1986),  Brésil archevêque de São Salvador da Bahia
- Pietro Palazzini (1912-2000),  Italie secrétaire de la Commission des cardinaux pour les sanctuaires pontificaux de Pompéi et de Lorette
- Narciso Jubany Arnau (1913-1996),  Espagne archevêque de Barcelone
- James Robert Knox (1914-1983),  Australie archevêque de Melbourne
- Ugo Poletti (1914-1997),  Italie cardinal-vicaire de Rome
- Humberto S. Medeiros (1915-1983),  États-Unis	archevêque de Boston
- Joseph Cordeiro (1918-1994),  Pakistan archevêque de Karachi
- Marcelo González Martín (1918-2004),  Espagne archevêque de Tolède
- Salvatore Pappalardo (1918-2006),  Italie archevêque de Palerme
- Raoul Primatesta (1919-2006),  Argentine	archevêque de Córdoba
- Paulo Evaristo Arns (1921-2016),  Brésil	archevêque de São Paulo
- Luis Aponte Martínez (1922-2012),  Porto Rico	archevêque de San Juan de Porto Rico
- Maurice Otunga (1923-2003), Kenya archevêque de Nairobi
- Pio Taofinu'u (1923-2006),  Samoa évêque d'Apia
- Émile Biayenda (1927-1977),  République du Congo archevêque de Brazzaville
- António Ribeiro (1928-1998),  Portugal patriarche de Lisbonne

- Officialisation publique d'une création In pectore antérieure : 
  - Iuliu Hossu (1885-1970),  Roumanie évêque de Gherla
  - Stepán Trochta (1905-1974),  Tchécoslovaquie évêque de Litoměřice

## Créés le 24 mai 1976
- Joseph Marie Trinh-nhu-Khuê (1898-1978),  Vietnam, archevêque de Hanoï
- Boleslaw Filipiak	(1901-1978),  Pologne, doyen du tribunal ecclésiastique de la Rote romaine
- Joseph Schroeffer	(1903-1983),  Allemagne, secrétaire de la Congrégation pour les séminaires et les universités
- Corrado Bafile (1903-2005),  Italie, préfet de la Congrégation pour les causes des saints
- Octavio Antonio Beras Rojas (1906-1990),  République dominicaine, archevêque de Saint-Domingue
- Giuseppe Maria Sensi (1907-2001),  Italie, nonce apostolique au Portugal (en) et archevêque titulaire de Sardes (de)
- László Lékai (1910-1986),  Hongrie, archevêque d'Esztergom
- Opilio Rossi (1910-2004),  États-Unis, nonce apostolique en Autriche (en) et archevêque titulaire d'Ancyre (de)
- Juan Carlos Aramburu (1912-2004),  Argentine, archevêque de Buenos-Aires
- Reginald John Delargey (1914-1979),  Nouvelle-Zélande, archevêque de Wellington
- Emmanuel Kiwanuka Nsubuga (1914-1991),  Ouganda, archevêque de Kampala
- Lawrence T. Picachy (1916-1992),  Inde, archevêque de Calcutta
- Dominic Ekandem (1917-1995),  Nigeria, évêque d'Ikot Ekpene
- Edouardo Pironio (1920-1998),  Argentine, président du Conseil pontifical pour les laïcs
- Victor Razafimahatratra (1921-1993),  Madagascar, archevêque de Tananarive
- Hyacinthe Thiandoum (1921-2004),  Sénégal, archevêque de Dakar
- Basil Hume (1923-1999),  Angleterre, archevêque de Westminster
- Aloísio Lorscheider (1924-2007),  Brésil, archevêque de Fortaleza
- William Wakefield Baum (1926-2015),  États-Unis, archevêque de Washington
- Jaime Sin	(1928-2005),  Philippines, archevêque de Manille

- In pectore :  František Tomášek (1899-1992),  Tchécoslovaquie archevêque de Prague

## Créés le 27 juin 1977
- Joseph Ratzinger (futur pape Benoît XVI élu en 2005) (1927-2022),  Allemagne, archevêque de Munich
- Mario Luigi Ciappi (1909-1996),  Italie, théologien de la Maison pontificale
- Giovanni Benelli (1921-1982),  Italie, archevêque de Florence
- Bernardin Gantin (1922-2008),  Bénin, président du Conseil pontifical "Justice et Paix"

- Officialisation publique d'une création In pectore antérieure : 
  - František Tomášek (1899-1992),  Tchécoslovaquie, archevêque de Prague